# Negazione dell'orgasmo
La negazione dell'orgasmo, ovvero orgasm denial o teasing & denial (lett. stimolare e negare), è un tipo di pratica sessuale che consiste nel vietare o impedire a un soggetto per un tempo più o meno lungo il raggiungimento dell'orgasmo sessuale.
Tale pratica trova particolare diffusione nella comunità BDSM, come forma di disciplina e di dominazione, spesso associata all'umiliazione della persona sottomessa (slave) da parte del suo dominante (Dom). In questo caso, la negazione dell'orgasmo può consistere in un divieto a tempo determinato o indeterminato, di raggiungere il piacere mediante l'autoerotismo, ovvero in una proibizione rigida e assoluta, che comprende anche la negazione del piacere durante gli atti sessuali svolti dal sottomesso insieme al suo padrone o alla sua padrona. 
In questo caso, l'eccitazione sessuale può essere stimolata ripetutamente fino a raggiungere livelli molto elevati e per un tempo molto lungo, senza che tuttavia la persona sottomessa abbia la possibilità di eiaculare; ciò provoca una frustrazione ripetuta e umiliante del suo desiderio sessuale.
La negazione dell'orgasmo è praticabile sia su uomini che su donne. La negazione dell'orgasmo in senso lato appartiene infine al tantrismo che fra le sue pratiche sessuali include l'orgasmo senza coito, cioè con eiaculazione per lungo tempo trattenuta e/o ritardata (idealmente, ad infinitum). Il Tantra differisce dalla pratica BDSM per il fatto che ricerca la componente spiritualistica e non quella sadomasochistica ed edonistica: nel tantrismo il fine del rapporto sessuale non è il raggiungimento dello sfogo orgasmico ma la rappresentazione sul piano materiale dell'unione dei due principi energetici (maschile e femminile) che originano la creazione. Nel tantrismo, uomini e donne devono imparare e mettere in atto le tecniche per ritardare il più possibile (fino ad evitare completamente) l'eiaculazione al fine di non disperdere con essa energie all'esterno.

## Negazione dell'orgasmo a breve termine

### Teasing and denial
Il teasing and denial (anche abbreviate come T&D) è la forma più generica e comune di negazione dell'orgasmo, necessita la partecipazione attiva sia del soggetto dominante che di quello sottomesso, e indica precisamente l'azione dello stimolare gli organi genitali del sottomesso («teasing») per poi interrompere bruscamente appena prima dell'inizio dell'orgasmo, e quindi negandogli l'orgasmo stesso («denial»). Questa operazione può essere compiuta ripetutamente e anche per lungo tempo, e la ricompensa finale dell'orgasmo è di solito a discrezione del partner dominante, che ovviamente può anche negarlo rimandandolo. Si può dire che tra il T&D rientri fra le pratiche del controllo dell'orgasmo, che differisce dalla negazione dell'orgasmo per il solo fatto che la prima è a breve termine o comunque ben determinata temporalmente, mentre la seconda può essere a tempo indefinito e teoricamente persino infinito.

### Tie and tease
La pratica di «tie and tease» ("legare e stimolare") è una variante del T&D in cui il soggetto sottomesso è in qualche modo legato, e quindi i cui movimenti del corpo sono impediti. In tal modo tale variante è anche psicologicamente e fisiologicamente più intensa della precedente, a causa del surplus di umiliazione e di senso di impotenza avvertito dal sottomesso che si ritrova alla completa mercé del dominante.

### Eiaculazione senza orgasmo e milking
Negli ambienti BDSM è anche diffusa la pratica di insegnare al sottomesso ad eiaculare senza però raggiungere l'orgasmo, evidentemente con molto sforzo e resistenza. In tal modo sarebbe possibile estendere concretamente ad infinito il tempo della negazione dell'orgasmo, il quale solamente (al di là dell'eiaculazione) può apportare piacere e sollievo nel sottomesso. Inoltre in alcuni casi, la pratica della negazione dell'orgasmo può essere accompagnata, quando essa è effettuata su soggetti maschili, dal cosiddetto milking: l'eiaculazione può cioè essere provocata mediante stimolazione interna della prostata, per via anale, senza tuttavia produrre alcuna sensazione tipica dell'orgasmo. Ciò può servire a prolungare la durata della negazione dell'orgasmo, pur senza provocare gli sgradevoli fastidi (infiammazioni e problemi prostatici) dovuti alla mancata eiaculazione per lungo tempo; questo aumenterà la frustrazione del sottomesso a causa della sensazione di un'eiaculazione privata di ogni piacere fisico. Da alcuni è comunque messa in dubbio la possibilità fisiologica reale di una tale pratica disgiunta dalla sensazione orgasmica.

### Negazione assoluta
La pratica di negazione assoluta indica semplicemente la negazione per il sottomesso non solo dell'orgasmo ma anche della stimolazione senza orgasmo, che pur sarebbe per lui piacevole. Ciò non toglie che il dominante potrebbe stimolare il sottomesso in altro modo differente dal tatto, ad esempio visivamente e/o verbalmente. Si noti che per negazione assoluta non s'intende la negazione infinita, cioè nel tempo, infatti a questo livello il sottomesso potrebbe ancora essere autorizzato a raggiungere l'orgasmo a determinati intervalli di tempo, anche brevi o molto brevi.

## Negazione dell'orgasmo a lungo termine

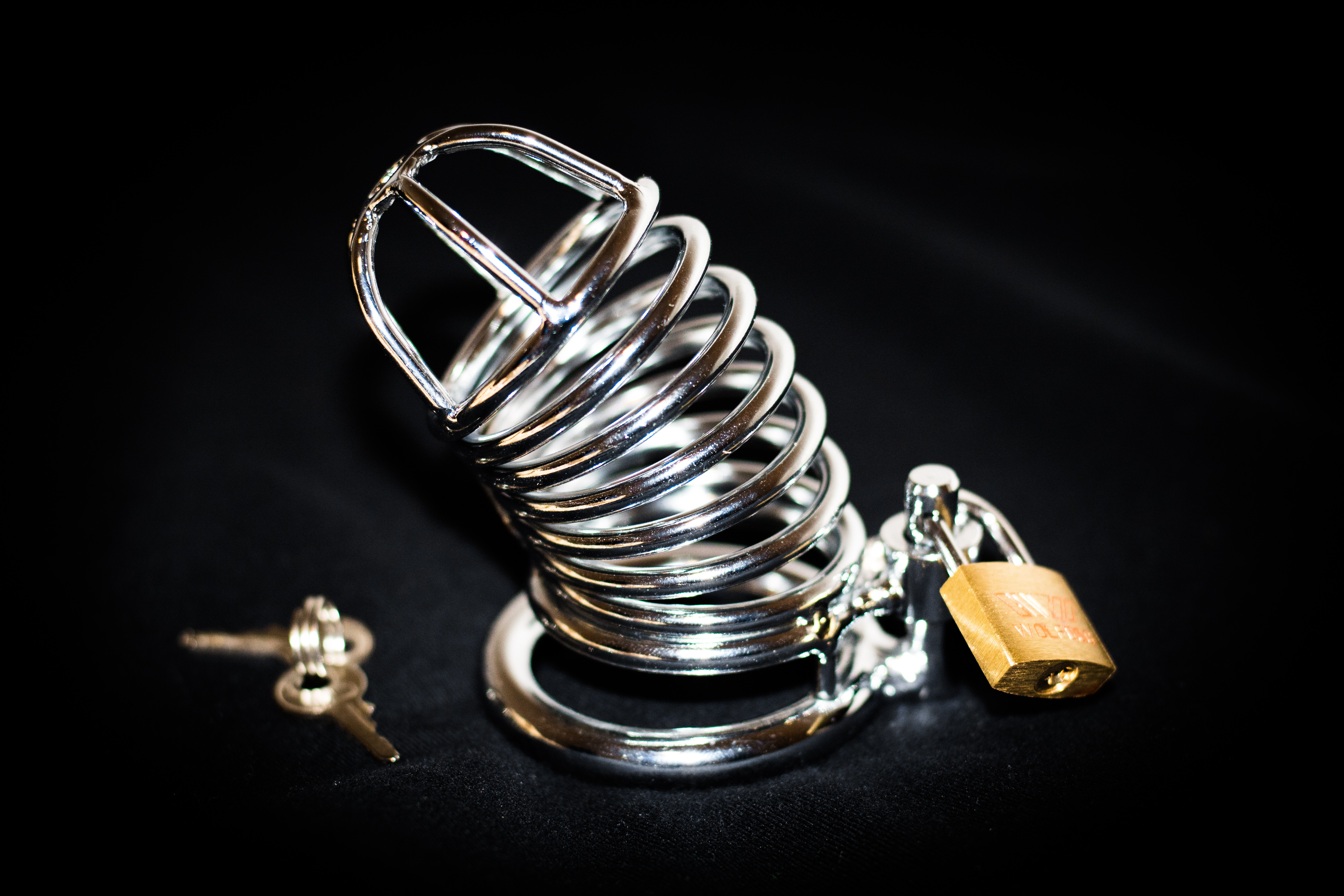
Per la castità a lungo termine di uno schiavo maschio, di solito viene utilizzata una gabbia per il pene con un lucchetto.

La pratica della negazione dell'orgasmo può altresì essere utilizzata come forma punitiva e/o educativa, nel tipo di relazioni BDSM, in particolare quando continuativa e duratura, detta 24/7; in questi casi il divieto del raggiungimento dell'orgasmo può essere prolungato anche per settimane o mesi, con l'obiettivo di conseguire una disciplina e una sottomissione particolarmente profonda e assoluta. Naturalmente, in questi casi, oltre alla consensualità, che è alla base di qualsiasi relazione di questo tipo, è indispensabile una attiva e volenterosa collaborazione del sottomesso, il quale deve imparare a vigilare sui propri desideri sessuali e a mantenerne il controllo, segnalando eventualmente al padrone o alla padrona, se questi lo desidera, le proprie difficoltà. Eventualmente, il padrone o la padrona potranno disporre l'uso di una cintura di castità di plastica o di metallo per ottenere un maggior controllo sull'effettiva astinenza sessuale del proprio sottomesso, e quindi in tal caso la semplice negazione dell'orgasmo diverrà castità forzata.
L'utilità o la desiderabilità di una negazione dell'orgasmo a lungo termine è dal punto di vista del dominante una cosa evidente, dato che questi potrebbe utilizzarla come pratica per modificare il carattere, i comportamenti e le abitudini (non solo sessuali) del sottomesso astinente a proprio piacimento e in proprio favore. Nello schema mentale del sottomesso l'orgasmo (erotico o auto-erotico) sarà pensato e considerato come la ricompensa finale che deve guadagnarsi con la sottomissione e la servitù al proprio dominante, e quindi non sarà più visto come un diritto dovutogli bensì come un privilegio da meritarsi. È evidente quindi la sinergia psicologica e fisiologica che rende un tale rapporto una forma potentissima di controllo della persona, pur se con iniziale consensualità.